# Alex Agase
Alex Agase, właśc. Alexander Arrasi Agase (ur. 27 marca 1922 w Chicago, zm. 3 maja 2007 w Tarpon Springs na Florydzie) – amerykański sportowiec pochodzenia irańskiego, zawodnik i trener futbolu amerykańskiego.

## Zarys biografii
Urodzony w rodzinie emigrantów irańskich, szkołę średnią (Evanston Township High School) ukończył w Evanston (Illinois). Występował w reprezentacjach futbolowych dwóch uczelni – Uniwersytetu Illinois (1941–1942, 1946) i Uniwersytetu Purdue (1943) – trzykrotnie będąc nominowanym do składu drużyny sezonu (All-American, 1942, 1943, 1946). Grał na pozycji guarda w linii ataku, zapisał się w historii akademickich rozgrywek futbolowych jako drugi guard, któremu w jednym meczu udało się wykonać dwa przyłożenia. Występował również w defensywie, na pozycji linebackera. Na Uniwersytecie Purdue studia łączył z przygotowaniem wojskowym, w latach 1944-1945 walczył na froncie japońskim, brał udział w bitwach o Iwo Jimę i Okinawę. Za doznane rany został odznaczony Purpurowym Sercem. Po powrocie z wojska, jeszcze raz w barwach Uniwersytetu Illinois, w uznaniu dobrych występów został wyróżniony nagrodą Silver Football pisma Chicago Tribune dla najbardziej wartościowego futbolisty reprezentacji akademickich zrzeszonych w Big Ten Conference.
W 1947 przeszedł do zawodowych rozgrywek. Początkowo występował w drużynach All-America Football Conference, kolejno w Chicago Rockets, Los Angeles Dons (1947) i wreszcie w Cleveland Browns (1948–1951). W 1948 i 1949 zdobył mistrzostwo All-America Football Conference, a po przejściu drużyny Cleveland do rozgrywek National Football League także mistrzostwo tej ligi (1950). W 1953 występował w Baltimore Colts (drużyna przeniosła się później do Indianapolis).
Po zakończeniu kariery zawodniczej Agase pracował jako trener. W latach 1956–1963 był asystentem trenera Ary Parseghiana na Uniwersytecie Północno-Zachodnim w Evanston i Chicago, a 1964–1972 (po odejściu Parseghiana do Uniwersytetu w Notre Dame) naczelnym trenerem; w 1970 otrzymał tytuł trenera roku w futbolu akademickim, nadany przez Football Writers Association. W latach 1973–1976 trenował reprezentację futbolową Uniwersytetu Purdue (swojej dawnej uczelni), a w latach 1977–1981 kierował departamentem sportu w Uniwersytecie Wschodniego Michigan w Ypsilanti. Później był, między innymi, asystentem trenera na Uniwersytecie Michigan (Bo Schembechlera).
W 1963 Agase został wpisany do Hall of Fame akademickiego futbolu amerykańskiego. W 1990 znalazł się również w drużynie stulecia Uniwersytetu Illinois.